# Национальное собрание Азербайджана
Национа́льное собра́ние Азербайджа́на (Милли меджлис; азерб. Azərbaycan Respublikasının Milli Məclisi) — орган, осуществляющий законодательную власть в Азербайджанской Республике. Является однопалатным парламентом, преемником Верховного Совета Азербайджанской ССР.

## История
До 1994 года действовал Верховный Совет Азербайджана. 26 ноября 1991 года из состава Верховного совета был избран Национальный совет из 50 человек. Национальный совет фактически заменил собой Верховный совет.
В 1994 году Верховный Совет был переименован в Милли меджлис, и действовал до окончания срока в 1995 году.
В 1995 году был созван I созыв Милли меджлиса.

## Структура
- Комитеты[2]:
  - Комитет по правовой политике и государственному строительству
  - Комитет по безопасности, обороне и борьбе с коррупцией
  - Комитет по правам человека
  - Комитет по экологии, энергетике и природным ресурсам
  - Комитет по экономической политике, промышленности и предпринимательству
  - Комитет по аграрной политике
  - Комитет по труду и социальной политике
  - Комитет здравоохранения
  - Комитет по вопросам семьи, женщин и детей
  - Комитет молодёжи и спорта
  - Комитет по общественным объединениям и религиозным организациям
  - Комитет по региональным вопросам
  - Комитет науки и образования
  - Комитет культуры
  - Комитет по межпарламентским связям и международному сотрудничеству
- Дисциплинарная Комиссия
- Счётная Комиссия

Действуют двусторонние рабочие группы по межпарламентским связям со многими странами мира.

## Выборы
Депутаты Милли меджлиса Азербайджанской Республики избираются на основе мажоритарной избирательной системы и всеобщих, равных и прямых выборов путём свободного, личного и тайного голосования. Милли Меджлис состоит из 125 депутатов, которые избираются на пять лет.
Выборы Милли меджлиса проводятся каждые пять лет в первое воскресенье ноября. Не могут быть избраны депутатами Милли меджлиса Азербайджанской Республики лица, имеющие двойное гражданство, имеющие обязательства перед другими государствами, работающие в системе исполнительной или судебной власти, лица, занимающиеся другой оплачиваемой деятельностью, исключая научную, педагогическую и творческую деятельность, религиозные деятели, лица, недееспособность которых подтверждается судом, осужденные за тяжкие преступления, отбывающие наказание в местах лишения свободы по приговору суда, вступившему в законную силу.
Срок полномочий депутатов Милли меджлиса Азербайджанской Республики ограничивается сроком полномочий созыва Милли меджлиса Азербайджанской Республики.
Каждый гражданин Азербайджанской Республики в возрасте не моложе 18 лет может быть избран в установленном законом порядке депутатом Милли меджлиса. Эта норма установлена конституционным референдумом 2016 года, до этого избраться в Милли меджлис могли только лица, достигнувшие 25 лет.
Первые парламентские выборы в истории независимого Азербайджана состоялись в 1995 году. Большинство голосов на этих выборах (62 %) получила партия Гейдара Алиева «Новый Азербайджан».

## Созывы

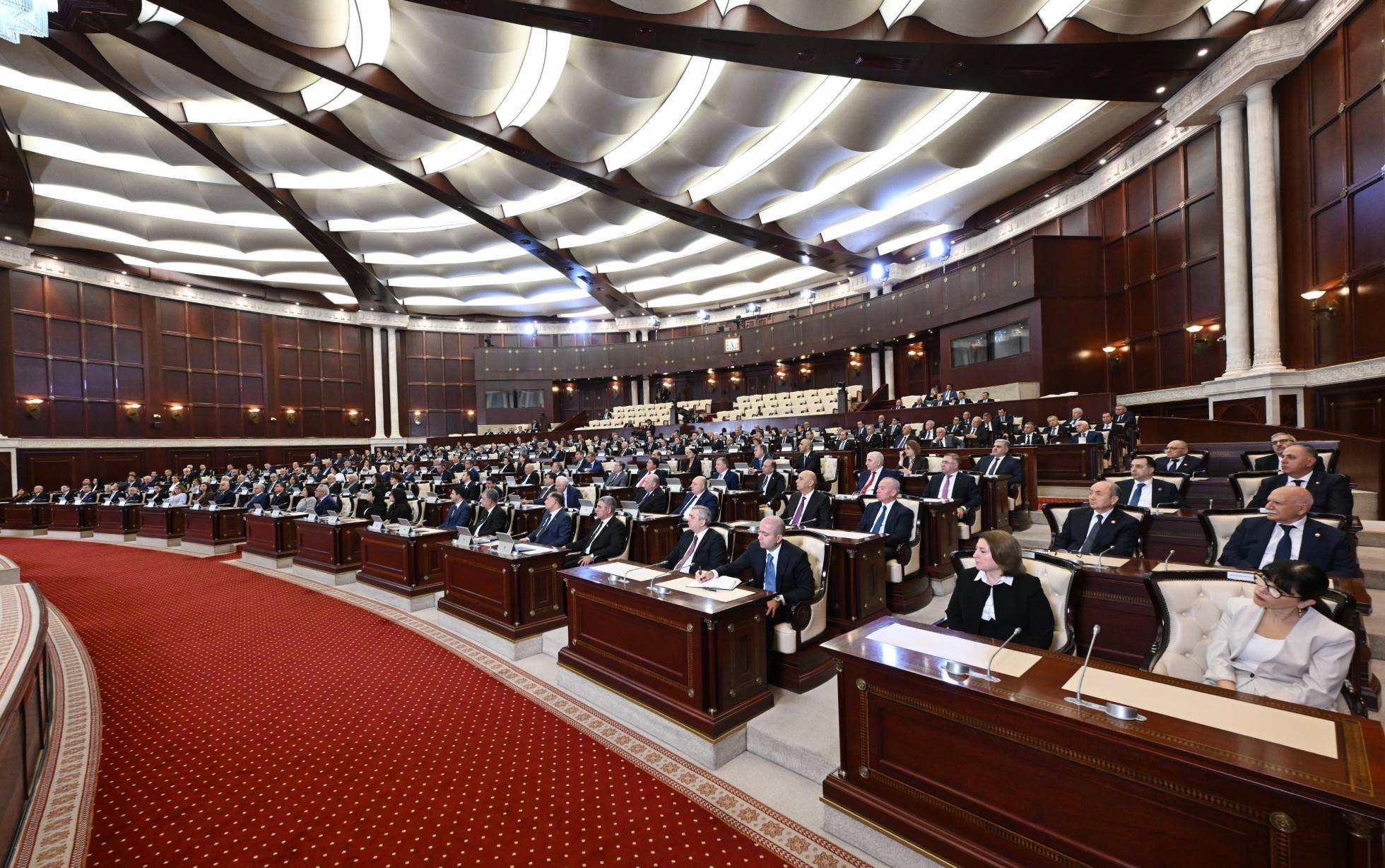
Первое заседание VII созыва 2024

| №         | Период    | Количество депутатов |
| --------- | --------- | -------------------- |
| I созыв   | 1995—2000 | 133                  |
| II созыв  | 2000—2005 | 136                  |
| III созыв | 2005—2010 | 125                  |
| IV созыв  | 2010—2015 | 125                  |
| V созыв   | 2015—2020 | 125                  |
| VI созыв  | 2020—2024 | 125                  |
| VII созыв | 2024—2029 | 125                  |

## Текущий состав Парламента
Текущий состав парламента избран 1 сентября 2024 года. 
Председателем парламента избрана Сахиба Гафарова.

### Партии, представленные в парламенте
VI созыв:
- Новый Азербайджан — 70
- Партия гражданской солидарности — 3
- Партия родины[азерб.] — 1
- Партия демократический реформ[азерб.] — 1
- Партия Великого Учреждения[азерб.] — 1
- Республиканская альтернатива — 1
- Партия национального фронта[азерб.] — 1
- Партия единства[азерб.] — 1
- Партия демократического просвещения[азерб.] — 1
- Партия гражданского союза[азерб.] — 1
- Партия народного фронта объединенного Азербайджана[азерб.] — 1
- Беспартийные — 38
- Вакантные места — 5

Депутаты от 118—125 округов представляли территории, контролировавшиеся НКР.

## Руководство
| Созыв       | Спикер           | Первый заместитель | Заместитель      | Заместитель       |
| ----------- | ---------------- | ------------------ | ---------------- | ----------------- |
| 1995 — 2000 | Расул Гулиев     | Ариф Рагимзаде     | Яшар Алиев       | —                 |
| 2000 — 2005 | Муртуз Алескеров | Ариф Рагимзаде     | Зияфет Аскеров   | Гёвхар Бахшалиева |
| 2005 — 2010 | Октай Асадов     | Зияфет Аскеров     | Бахар Мурадова   | Валех Аскеров     |
| 2010 — 2015 | Октай Асадов     | Зияфет Аскеров     | Бахар Мурадова   | Валех Аскеров     |
| 2015 — 2020 | Октай Асадов     | Зияфет Аскеров     | Бахар Мурадова   | Валех Аскеров     |
| 2020 — 2025 | Сахиба Гафарова  | Али Гусейнли       | Фазаил Ибрагимли | Адиль Алиев       |

## Деятельность

### 2023
В осенней сессии 2023 года проведено 39 пленарных заседаний. Принято 268 законов и 27 постановлений. Проведено 15 общественных слушаний.

### 2024
С 22 февраля 2024 года в Баку проводится 14-я пленарная сессия Азиатской парламентской ассамблеи.
В марте 2024 года азербайджанская делегация на 11-й сессии Парламентской ассамблеи Евронест выступила с докладом о восстановлении прав азербайджанцев, изгнанных из Армении, росте количества жертв мин на освобожденных от оккупации территориях.
Азербайджанской и украинской делегацией совместно в Евронест была представлена тема «Поддержка социальной и профессиональной адаптации вынужденных переселенцев и жертв мин, пострадавших от конфликтов в Украине и других странах Восточного партнерства», которая была принята единогласно.
20 марта 2024 года Азербайджан сроком на 1 год возглавил Комитет по социальным вопросам, безработице, образованию, культуре и гражданскому обществу Парламентской ассамблеи Евронест.
26 марта 2024 года делегация парламента Азербайджана приняла участие в третьей конференции Парламентской сети Движения неприсоединения в Женеве, Швейцария. Конференция прошла под председательством председателя парламента Азербайджана Сахибы Гафаровой. Темой конференции была «Активизация парламентской деятельности в борьбе с изменением климата». По итогам конференции принята Женевская декларация.

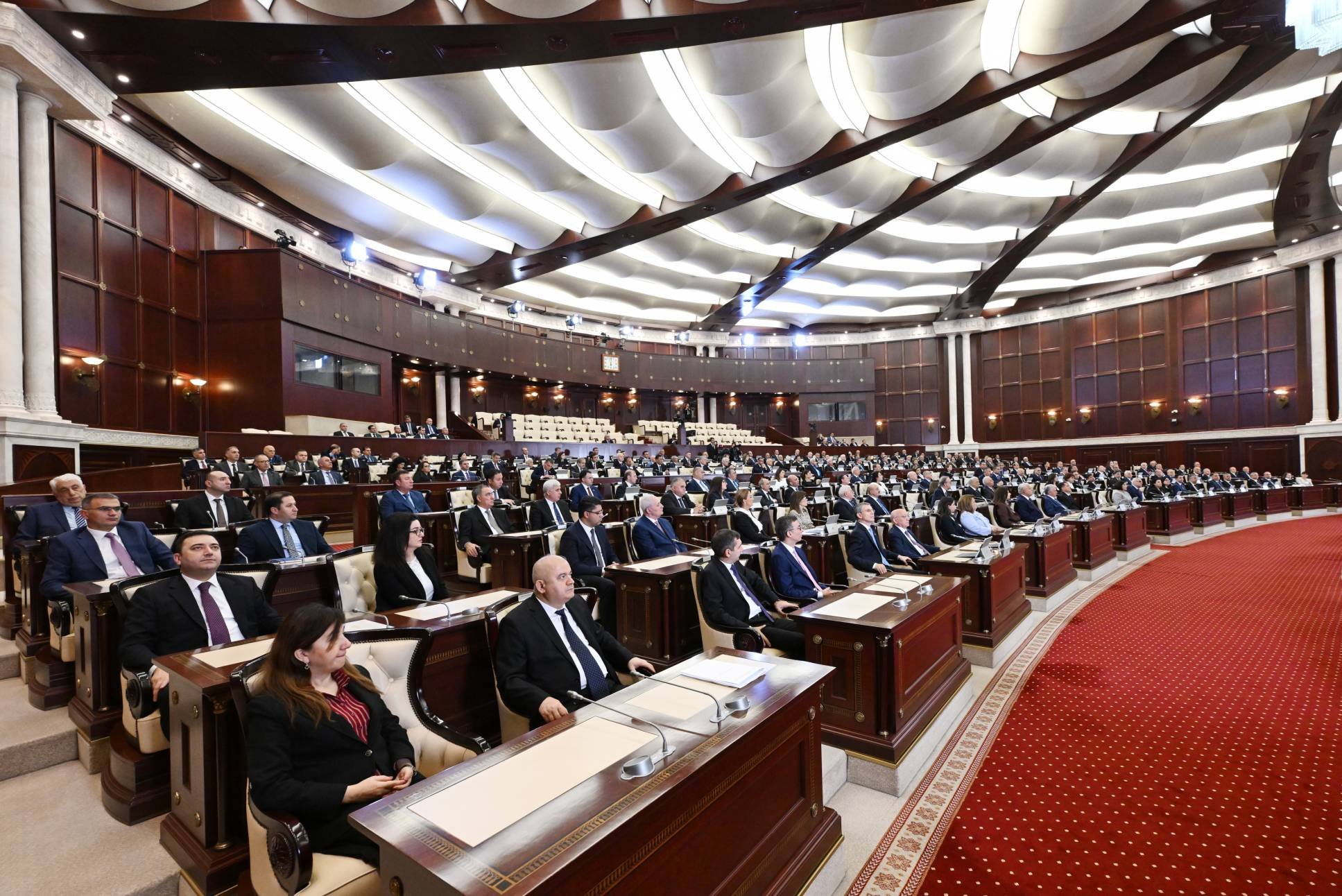
Первое заседание VII созыва 2024

21 июня 2024 года Парламент принял обращение к Президенту о назначении внеочередных выборов в рамках статьи 98-1 Конституции Азербайджана. Очередные выборы парламента VII созыва должны были состояться в ноябре 2024 года. В связи с проведением в ноябре 2024 года в Азербайджане также 29-й конференции ООН по изменению климата, для обеспечения нормального проведения и выборов и конференции по климату было принято обращение о проведении внеочередных выборов. 28 июня 2024 года распоряжением Президента VI созыв был распущен. Внеочередные выборы были назначены на 1 сентября 2024 года.
По итогам выборов сформирован парламент VI созыва. Первое заседание VI созыва прошло 23 сентября 2024 года.
С 25 по 28 октября 2024 года делегация парламента в составе наблюдательной комиссии ТюркПА приняла участие в качестве наблюдателей на выборах в Законодательную палату Олий Мажлиса Узбекистана.
За весеннюю сессию (с 1 февраля по 31 мая 2024 года) принято 2 закона и 21 решение. Ратифицировано 9 международных договоров и конвенций. Внесены изменения в 1 конституционный закон и 49 законов.
На внеочередной сессии (с 7 по 28 июня 2024 года) принят 1 закон и 1 решение. Ратифицировано 6 международных договоров и конвенций. Внесены изменения в 23 закона.
На осенней сессии (с 30 сентября по 29 декабря 2024 года) принято 8 законов и 32 решения. Ратифицировано 15 международных договоров и конвенций. Внесены изменения в 1 конституционный закон и 60 законов.

### 2026
В 2026 году председательство в Парламентской ассамблее Организации исламского сотрудничества перейдёт к парламенту Азербайджана.